# 多依娜·梅林特
多依娜·梅林特（羅馬尼亞語：Doina Melinte，1956年12月27日—），罗马尼亚女子田径运动员。她曾代表罗马尼亚参加1980年、1984年、1988年和1992年夏季奥林匹克运动会田径比赛，获得一枚金牌和一枚银牌。